# Meteorolog
Meteorolog ali vremenoslovec  je strokovnjak s specializiranim znanjem o vremenu, ki opazuje, razlaga in napoveduje vremenske pojave v Zemljinem ozračju ter njihov vpliv na Zemljo in življenje na njej. Pri tem uporablja znanstvene pristopke, ki temeljijo na fizikalno-matematično obravnavi. Geofizikalna veda, ki se ukvarja z dogajanjem v ozračju se imenuje meteorologija ali vremenoslovje.